# آلفا-کتیوسوکپرویک اسید

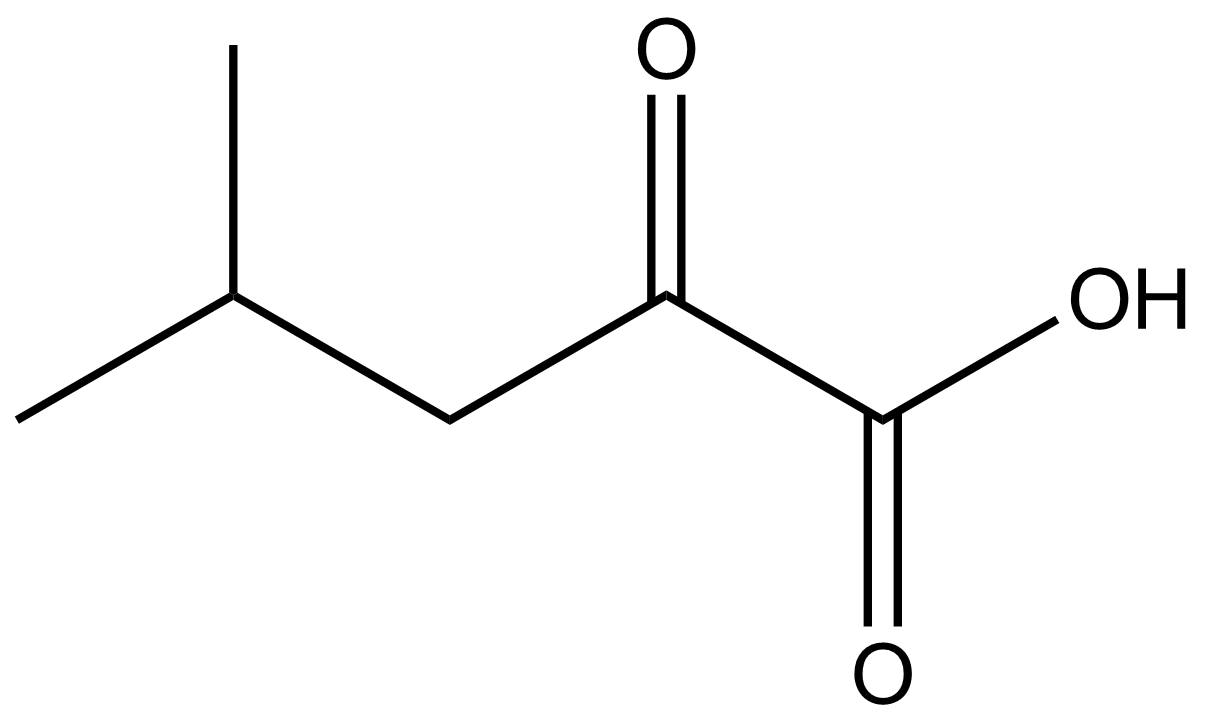
ساختار شیمیایی آلفا-کتیوسوکپرویک اسید

آلفا-کتیوسوکپرویک اسید (به انگلیسی: Alpha-Ketoisocaproic acid) یک کتواسید است. این ترکیب شیمیایی با شناسه پاب‌کم ۷۰ می‌باشد.